# Gnophos reisseri
Gnophos reisseri är en fjärilsart som beskrevs av Karl Schawerda 1938. Gnophos reisseri ingår i släktet Gnophos och familjen mätare. Inga underarter finns listade i Catalogue of Life.